# 北区立赤羽台西小学校
北区立赤羽台西小学校（きたくりつ あかばねだいにししょうがっこう）は、東京都北区赤羽台二丁目にある公立小学校。
赤羽台団地の発達に伴い開校した。東京都教育委員会研究指定校となっている。

## 沿革
出典（赤羽台東小学校を統合と令和5年の学区変更の記載を除く）
- 1962年（昭和37年）
  - 4月1日 - 開校。
  - 7月5日 - 開校落成式挙行。
- 1963年（昭和38年）
  - 3月12日 - 校旗作成。
  - 8月1日 - プール完成。
- 1964年（昭和39年）
  - 2月14日 - 体育館落成。
  - 4月1日 - 分校が北区立赤羽台東小学校として独立。
- 1968年（昭和43年）3月4日 - 創立5周年記念式典挙行し、校歌制定。
- 1973年（昭和48年）2月8日 - 創立10周年記念式典挙行。
- 1982年（昭和57年）10月25日 - 創立20周年記念式典挙行。
- 1986年（昭和61年）8月25日 - パソコン教室完成（パソコン21台）。
- 1992年（平成4年）10月3日 - 創立30周年記念式典挙行。
- 1994年（平成6年）10月1日 - パソコン更新。
- 2000年（平成12年）
  - 6月5日 - 青少年赤十字（JRC）全校加盟。
  - 9月30日 - 耐震補強工事完了。
- 2001年（平成13年）4月1日 - 学校評議員制導入。
- 2002年（平成14年）11月16日 - 創立40周年記念式典挙行。
- 2005年（平成17年）3月31日 - 赤羽台東小学校を統合。
- 2015年（平成27年）9月1日 - タブレット端末120台導入。
- 2018年（平成30年）4月1日 - 東京都プログラミング教育推進校指定。
- 2023年（令和5年）4月 - 学区の一部変更を実施し、赤羽台1丁目1番地を八幡小学校の学区に編入。

## 教育目標
- 工夫する子ども
- 協力しあう子ども
- やりぬく子ども

## 通学区域
出典
- 赤羽台1丁目（2番～9番）
- 赤羽台2丁目
- 赤羽西1丁目（29番～34番）
- 赤羽西4丁目（24番～28番・50番～54番）
- 赤羽西5丁目（3番～12番）

## 学校周辺
- 川島学園あかいとり幼稚園 - 敷地が隣接
- 赤羽三和児童遊園
- 北区立赤羽西保育園
- 赤羽自然観察公園

## 交通アクセス
- 国際興業バス「赤50」・「赤51」・「赤52」・「赤53」・「赤54-1」・「赤56」・「赤56-2」・「赤56-3」・「赤57」・「赤57-2」・「赤80-2」の各系統で、「法善寺交番」バス停下車後、徒歩約230m・約4分。
- JR宇都宮線・高崎線・湘南新宿ライン・埼京線・京浜東北線赤羽駅から、
  - 上述の路線バスで、「法善寺交番」バス停下車後、徒歩。
  - 徒歩約855m・約13分。

## 著名な出身者
- 原ゆたか - 作家
- 石森敏行 - エレファントカシマシ ギター